# Master of Public Health
Master of Public Health, MPH (Master i Folkesundhedsvidenskab) er en tværfaglig akademisk videreuddannelse i folkesundhedsvidenskab. Uddannelsen varer to år og er normeret til 90 ECTS. Første år er fuldtidsstudium, andet år er deltidsstudium. Uddannelsen kan tages både i København, Århus og Odense. 
Folkesundhedsvidenskab bidrager til at skabe et videnskabeligt fundament for arbejdet med at forbedre befolkningens sundhed og for øget indsigt i sammenhængen mellem sundhed og samfund. Folkesundhedsvidenskab er en tværfaglig disciplin, der bygger på den seneste forskning inden for blandt andet forebyggelse, sundhedsfremme, epidemiologi, sociologi, psykologi, politologi, organisation, sundhedsøkonomi og evaluering. Det tværfaglige aspekt bidrager til, at sundhedsvæsnet kan udvikles og drives bedst muligt.

## Uddannelsens målgruppe
Master of Public Health henvender sig til veluddannede personer med flere års relevant erhvervserfaring, som ønsker at forbedre deres kvalifikationer til at varetage opgaver i relation til folkesundhedsvidenskab. Adgangskravet er en kandidateksamen, en bacheloruddannelse, en professionsbacheloruddannelse eller en afsluttet mellemlang videregående uddannelse suppleret med dokumenteret videreuddannelse på akademisk niveau kombineret med minimum to års relevant erhvervserfaring. 

## Uddannelsens opbygning
Master of Public Health er normeret til 90 ECTS point. Det meste af uddannelsens første år er tilrettelagt som fuldtidsstudium. Dette betyder, at deltagerne ikke kan varetage et fuldtidsjob i denne periode. Specialmodulerne kan tages enten som fuldtidsstudium i forlængelse af fællesmodulerne første år eller på deltid andet år, hvor der fortrinsvis arbejdes med masterafhandlingen og med en personlig vejleder. Derudover afholdes seks to-dages seminarer. Andet år kan deltagerne samtidigt varetage et deltidsjob. 
Første år er opdelt i moduler og giver 60 ECTS point. Det er delt op i obligatoriske fællesmoduler og specialmoduler.
De 4 fællesmoduler er:
- Fællesmodul 1 – Forskningsmetoder
- Fællesmodul 2 – Levekår og Sundhed
- Fællesmodul 3 – Organisation, ledelse og økonomi i sundheds- og socialvæsenet
- Fællesmodul 4 – Forebyggelse og sundhedsfremme

De 5 specialmoduler er:
- Forebyggelse og sundhedsfremme
- Sundhedsvæsenets organisation og ledelse
- Epidemiologi og biostatistik
- Sundhedsøkonomi
- Kvalitative analysestrategier

Andet år skrives der afhandling. Desuden afholdes der seks seminarer á to dage i emner, der understøtter arbejdet med masterafhandlingen. De studerende kan her få feedback på deres masterafhandlinger. Afhandlingen skrives med individuel vejledning. 
Andet år afsluttes med en mundtlig eksamen, som tager udgangspunkt i masterafhandlingen. 